# Vertrieu
Vertrieu és un municipi francès situat al departament de la Isèra i a la regió d'Alvèrnia-Roine-Alps. L'any 2007 tenia 634 habitants.

## Demografia

### Població
El 2007 la població de fet de Vertrieu era de 634 persones. Hi havia 235 famílies de les quals 50 eren unipersonals (19 homes vivint sols i 31 dones vivint soles), 50 parelles sense fills, 116 parelles amb fills i 19 famílies monoparentals amb fills.
La població ha evolucionat segons el següent gràfic:
Habitants censats

### Habitatges
El 2007 hi havia 294 habitatges, 238 eren l'habitatge principal de la família, 34 eren segones residències i 22 estaven desocupats. 275 eren cases i 16 eren apartaments. Dels 238 habitatges principals, 195 estaven ocupats pels seus propietaris, 35 estaven llogats i ocupats pels llogaters i 9 estaven cedits a títol gratuït; 2 tenien una cambra, 10 en tenien dues, 37 en tenien tres, 71 en tenien quatre i 119 en tenien cinc o més. 169 habitatges disposaven pel capbaix d'una plaça de pàrquing. A 85 habitatges hi havia un automòbil i a 135 n'hi havia dos o més.

### Piràmide de població
La piràmide de població per edats i sexe el 2009 era:
| Homes | Edats   | Dones |
| ----- | ------- | ----- |
| 0     | 95 o +  | 0     |
| 0     | 90 a 94 | 0     |
| 0     | 85 a 89 | 0     |
| 4     | 80 a 84 | 0     |
| 8     | 75 a 79 | 8     |
| 4     | 70 a 74 | 4     |
| 12    | 65 a 69 | 12    |
| 8     | 60 a 64 | 20    |
| 12    | 55 a 59 | 12    |
| 8     | 50 a 54 | 8     |
| 4     | 45 a 49 | 4     |
| 24    | 40 a 44 | 12    |
| 32    | 35 a 39 | 20    |
| 20    | 30 a 34 | 32    |
| 12    | 25 a 29 | 20    |
| 16    | 20 a 24 | 4     |
| 8     | 15 a 19 | 24    |
| 32    | 10 a 14 | 12    |
| 12    | 5 a 9   | 28    |
| 28    | 0 a 4   | 20    |

## Economia
El 2007 la població en edat de treballar era de 413 persones, 329 eren actives i 84 eren inactives. De les 329 persones actives 309 estaven ocupades (169 homes i 140 dones) i 21 estaven aturades (9 homes i 12 dones). De les 84 persones inactives 31 estaven jubilades, 22 estaven estudiant i 31 estaven classificades com a «altres inactius».

### Ingressos
El 2009 a Vertrieu hi havia 248 unitats fiscals que integraven 679 persones, la mediana anual d'ingressos fiscals per persona era de 20.159 €.

### Activitats econòmiques
Dels 13 establiments que hi havia el 2007, 2 eren d'empreses de construcció, 2 d'empreses de transport, 4 d'empreses d'hostatgeria i restauració, 2 d'empreses immobiliàries, 2 d'empreses de serveis i 1 d'una entitat de l'administració pública.
Dels 4 establiments de servei als particulars que hi havia el 2009, 1 era un paleta, 1 fusteria i 2 restaurants.
L'any 2000 a Vertrieu hi havia 3 explotacions agrícoles.

## Equipaments sanitaris i escolars
El 2009 hi havia una escola elemental integrada dins d'un grup escolar amb les comunes properes formant una escola dispersa.

## Poblacions més properes
El següent diagrama mostra les poblacions més properes.